# San Juan del Río, San Martín Peras
San Juan del Río är en ort i Mexiko.   Den ligger i kommunen San Martín Peras och delstaten Oaxaca, i den sydöstra delen av landet, 240 km söder om huvudstaden Mexico City. San Juan del Río ligger 1 583 meter över havet och antalet invånare är 249.
Terrängen runt San Juan del Río är huvudsakligen lite bergig. San Juan del Río ligger nere i en dal. Runt San Juan del Río är det ganska tätbefolkat, med 75 invånare per kvadratkilometer. Närmaste större samhälle är Tlahuapa, 8,5 km väster om San Juan del Río. I omgivningarna runt San Juan del Río växer huvudsakligen savannskog.